# Ipupiara
Ipupiara là một đô thị thuộc bang Bahia, Brasil. Đô thị này có diện tích 1179,535 km², dân số năm 2007 là 8931 người, mật độ 7,57 người/km².